# Adlullia pega
Adlullia pega är en fjärilsart som beskrevs av Collenette 1949. Adlullia pega ingår i släktet Adlullia och familjen tofsspinnare. Inga underarter finns listade i Catalogue of Life.